# トライアンフ (バンド)
トライアンフ（Triumph)は、カナダ出身のスリーピース・ハードロック・バンド。
「ラッシュ」らと並び、同国のハードロック界を初期から支えたグループの一つ。一度解散したのち、15年ぶりに活動再開した。2008年『ジュノー賞』殿堂入り。

## 概要
1975年、リック・エメットを中心に結成。ギタリストとドラマーがボーカルを担当する変則的トリオ編成であった。
本国では多くの作品がプラチナムに輝き高い支持を得ていたが、1988年に作曲を担当していたリック・エメットが脱退。新メンバーを入れて継続はしたものの、1993年にアルバム1枚リリースしたのち解散した。
1990年代末、ギル・ムーアとマイケル・レヴィンは自主レーベルを立ち上げ、旧譜のリイシューを始める。創設メンバーのリック・エメットはこの行為に反発し、両者の関係が断絶した。

### 再結成
2007年、本国でこれまでの業績を評価され、音楽の殿堂入りが決まる。このセレモニーにムーア、レヴィンのほか、エメットも出席し雪解けムードになっていく。
2008年、母国最大の音楽賞『ジュノー賞』でも殿堂入りを果たし、そして遂に再結成にまで発展。同年、20年ぶりにクラシックメンバーによるライブを開催した。
2016年、エメットのサイド・プロジェクトにムーア、レヴィンが客演し、29年ぶりにレコーディングで共作した。

## メンバー

### 現ラインナップ
- リック・エメット (Rik Emmett) - ギター、ボーカル (1975年–1988年、2008年– )
- ギル・ムーア (Gil Moore) - ドラムス、ボーカル (1975年– )
- マイケル・レヴィン (Michael Levine) - ベース、キーボード (1975年– )

### 旧メンバー
- アベル・マクナイト (Abel McKnight) – ドラムス (1975年)
- フィル・X (Philip Xenidis) – ギター (1992年–1993年)

## ディスコグラフィ

### スタジオ・アルバム
- 『ファースト・アルバム』 - Triumph (1976年)
- 『炎の勝利者』 - Rock and Roll Machine (1977年) ※旧邦題『ロックン・ロール・マシーン』
- 『ジャスト・ア・ゲーム』 - Just a Game (1979年)
- 『重爆戦略』 - Progressions of Power (1980年) ※旧邦題『プログレッションズ・オブ・パワー』
- 『メタル同盟』 - Allied Forces (1981年) ※旧邦題『アライド・フォーセズ』
- 『ネバー・サレンダー』 - Never Surrender (1983年)
- 『サンダー・セヴン』 - Thunder Seven (1984年)
- 『スポート・オブ・キングス』 - The Sport of Kings (1986年)
- 『サーヴェイランス』 - Surveillance (1987年)
- 『エッジ・オブ・エクセス』 - Edge of Excess (1993年)

### ライブ・アルバム
- 『ステージズ』 - Stages (1986年)
- 『キング・ビスケット・ライヴ』 - King Biscuit Flower Hour (1996年)
- Live at the US Festival (2003年)
- Live at Sweden Rock Festival (2012年)

### コンピレーション・アルバム
- 『トライアンフ・クラシックス』 - Classics (1989年)
- Livin' For the Weekend: Anthology (2005年)
- Extended Versions: Triumph (2006年)
- 『グレイテスト・ヒッツ』 - Greatest Hits Remixed (2010年)

### 映像作品
- Live at the US Festival (2003年)
- A Night of Triumph (2004年)
- Live at Sweden Rock Festival (2012年)